# Tenonneuse

## Tenonneuse simple
Une tenonneuse, ou toupie, est une machine-outil utilisée dans le façonnage de tenons dans les pièces de bois. Elle possède une règle chariot qui amène la pièce à la rencontre de l'outil. L'outil est constitué de deux molettes ou plateaux portes outils, qui espacés de la largeur du tenon désirée, viennent enlever la matière à l'extrémité de la pièce formant ainsi les arasements du tenon. Les arêtes tranchantes de l'outil attaquent les joues du tenon.
Certains modèles de toupies sont équipés d'un guide de chariot destiné à recevoir la règle. Il est possible, de cette manière, de façonner des tenons en disposant deux outils à feuillure sur l'arbre de la toupie. Les arêtes tranchantes de l'outil attaquent les arasements du tenon.
Il est possible de monter des fers à contre profil réalisant ainsi des assemblages à contre profil.

## Tenonneuse double
La tenonneuse double est une machine industrielle. La pièce de bois est placée perpendiculairement à son sens de déplacement. Des outils placés de manière symétrique de chaque côté de la machine coupent la pièce à longueur et usinent les tenons.
Elle est notamment utilisée dans la fabrication industrielle de portes, fenêtres, et de parquet. 